# 長沢村 (岐阜県)
長沢村（ながさわむら）は、かつて岐阜県安八郡にあった村である。
現在の大垣市の一部（長沢町など）に該当する。

## 歴史
- 1889年（明治22年）7月1日 - 町村制により、長沢村が発足。
- 1897年（明治30年）4月1日 - 東前村、禾森村、高橋村、築捨村、江崎村と合併し安井村が発足。同日長沢村は廃止。